# Dingir
Dingir (𒀭; en sumeri romanitzat: DIĜIR, Dinguir) és el terme que tradueix, en la llengua sumèria, la paraula déu o dea. El seu senyal cuneïforme se sol emprar com a determinant per a noms religiosos i conceptes relacionats; quan no es pronuncia es transcriu com una "D", com ara DInana.
El símbol cuneïforme era originàriament un ideograma per a la paraula sumèria am ('cel' o 'firmament'); el seu ús s'estengué a un logograma per a la paraula dingir ('déu' o 'dea') i la suprema deïtat del panteó sumeri, Am, i un fonograma per a la síl·laba /an/. L'accadi va assumir tots aquests usos i hi afegí una lectura logogràfica per a l'"ilum" nadiu i per a una lectura sil·làbica de /il/. En l'ortografia hitita, el valor sil·làbic del senyal era només /an/.
El concepte de "divinitat" en sumeri s'associa íntimament amb el cel, com palesa el fet que el signe cuneïforme s'utilitze com a ideograma per a "cel", i que la seua forma originària és la imatge d'una estrela. L'associació originària de "divinitat" es fa també amb hierofanies "brillants" en el cel.